# ザ・ベスト・オブ
『ザ・ベスト・オブ』 (Radiohead: The Best Of ) は、レディオヘッドのベスト・アルバム。

## 概要
レディオヘッド初のベスト・アルバム。1st『パブロ・ハニー』から6th『ヘイル・トゥ・ザ・シーフ』までにリリースされたシングルを収録。7th『イン・レインボウズ』の後に発売されたが、イン・レインボウズからの楽曲は収録されていない。ミュージック・ビデオを収録したDVDも同時発売された。
しかし、選曲・販売にバンドは関わっておらず、7thアルバムリリース直前に契約を解除したEMIによって選曲・リリースされた。バンドメンバーはベスト・アルバムを出すことについては非難しており、かつてインタビューでもヒット曲集などのアルバムをリリースするつもりは全く無いと言及している。結果、本作のリリースによってバンドはEMIとの今後の関係を断ち切ることとなった。

## 収録曲

### Disc1
1. ジャスト – 3:54
2. パラノイド・アンドロイド – 6:27
3. カーマ・ポリス – 4:24
4. クリープ– 3:57
5. ノー・サプライゼズ – 3:49
6. ハイ・アンド・ドライ – 4:20
7. マイ・アイアン・ラング – 4:36
8. ゼア・ゼア – 5:23
9. ラッキー – 4:20
10. フェイク・プラスティック・トゥリーズ – 4:52
11. イディオテック – 5:09
12. 2 + 2 = 5 – 3:19
13. ザ・ベンズ – 4:04
14. ピラミッド・ソング – 4:51
15. ストリート・スピリット（フェイド・アウト） – 4:12
16. エヴリシング・イン・イッツ・ライト・プレイス – 4:11
17. ユー・アンド・フーズ・アーミー? – 3:11 （日本盤ボーナス・トラック）

### Disc2 (bonus disc)
1. エアバッグ – 4:44
2. アイ・マイト・ビー・ロング – 4:54
3. ゴー・トゥ・スリープ – 3:21
4. レット・ダウン – 4:59
5. プラネット・テレックス – 4:19
6. イグジット・ミュージック（フォー・ア・フィルム） – 4:24
7. ザ・ナショナル・アンセム – 5:51
8. ナイヴズ・アウト – 4:17
9. トーク・ショウ・ホスト – 4:14
10. ユー – 3:29
11. エニワン・キャン・プレイ・ギター – 3:37
12. ハウ・トゥー・ディサピア・コンプリートリー – 5:56
13. トゥルー・ラヴ・ウェイツ (ライヴ) – 5:02

### DVD
1. クリープ (directed by Brett Turnbull)
2. エニワン・キャン・プレイ・ギター (directed by Dwight Clarke)
3. ポップ・イズ・デッド (directed by Dwight Clarke)
4. ストップ・ウィスパリング (directed by Jeff Plansker)
5. マイ・アイアン・ラング (directed by Brett Turnbull)
6. ハイ・アンド・ドライ (UK version) (directed by David Mould)
7. ハイ・アンド・ドライ (US version) (directed by Paul Cunningham)
8. フェイク・プラスティック・トゥリーズ (directed by Jake Scott)
9. ジャスト (directed by Jamie Thraves)
10. ストリート・スピリット（フェイド・アウト） (directed by Jonathan Glazer)
11. パラノイド・アンドロイド (directed by Magnus Carlsson)
12. カーマ・ポリス (directed by Jonathan Glazer)
13. ノー・サプライゼズ (directed by Grant Gee)
14. ピラミッド・ソング (directed by Shynola)
15. ナイヴズ・アウト (directed by Michel Gondry)
16. アイ・マイト・ビー・ロング (directed by Sophie Muller)
17. プッシュ・パルク/ライク・スピニング・プレーツ (directed by Johnny Hardstaff)
18. ゼア・ゼア (directed by Chris Hopewell)
19. ゴー・トゥ・スリープ (directed by Alex Rutterford)
20. シット・ダウン。 スタンド・アップ。 (directed by Ed Holdsworth)
21. 2 + 2 = 5 (ライヴ)